# Royal Institute of International Affairs
 (décembre 2009).
 (novembre 2018).
Si vous disposez d'ouvrages ou d'articles de référence ou si vous connaissez des sites web de qualité traitant du thème abordé ici, merci de compléter l'article en donnant les références utiles à sa vérifiabilité et en les liant à la section « Notes et références ».

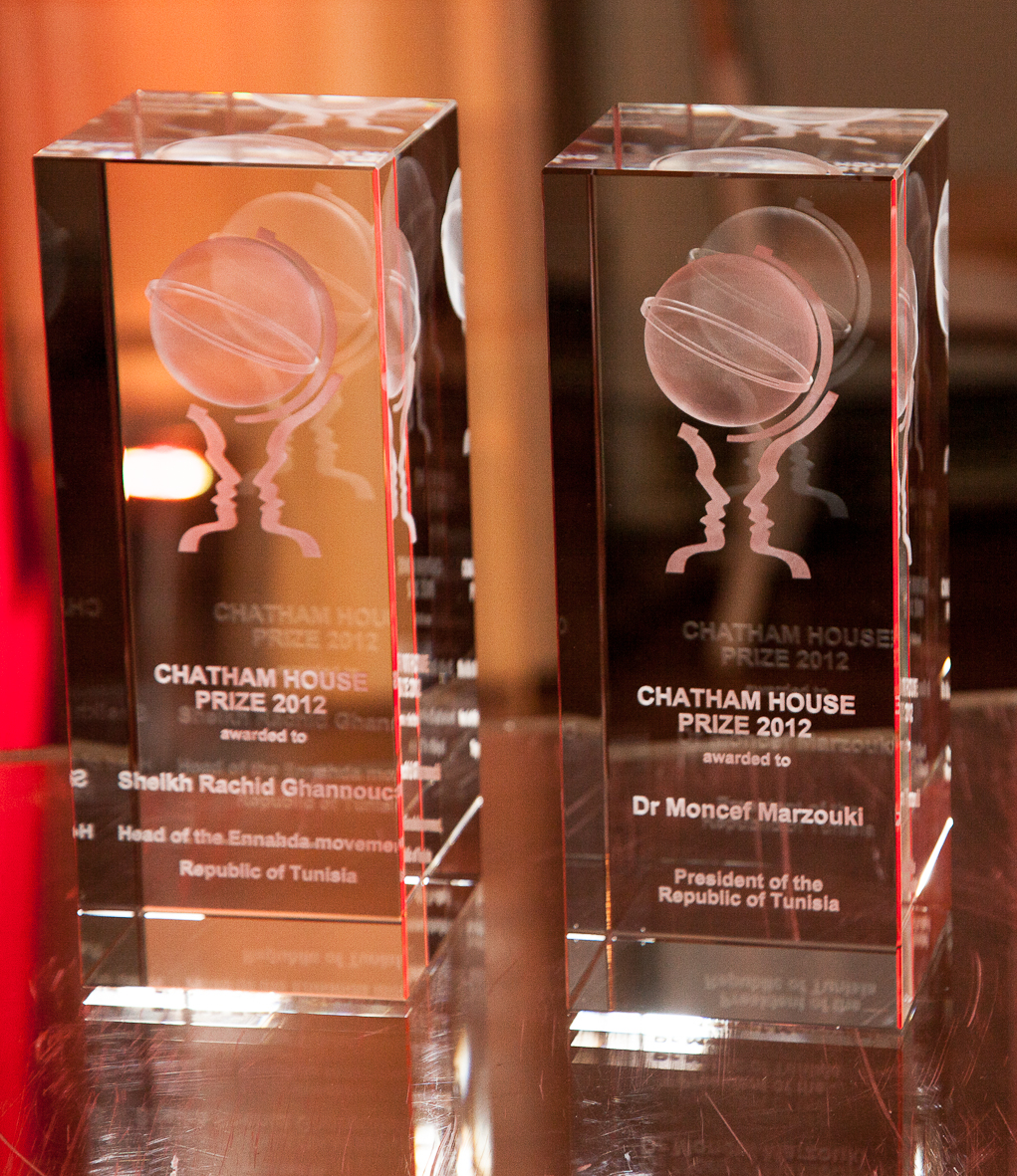
Prix Chatham House de 2012 aux hommes politiques tunisiens Moncef Marzouki et Rached Ghannouchi.

Le Royal Institute of International Affairs (RIIA), fondé en 1920, est un institut de réflexion basé à Londres, plus connu sous le nom de Chatham House. C'est en fait l'équivalent britannique du Council on Foreign Relations américain.

## Contexte
Certaines personnalités créèrent à la fin de la Première Guerre mondiale, sur les modèles de la Round Table et de la Fabian Society de l'Empire victorien, de nombreuses organisations, réunissant discrètement les personnes des milieux financiers, politiques, médiatiques, industriels, syndicaux, intellectuels et universitaires, les plus puissantes de la planète : ces personnes fondèrent ainsi entre autres, sous la houlette du colonel Edward Mandel House, mentor du président Woodrow Wilson, le Council on Foreign Relations à New York et l'Institut royal des affaires internationales à Londres, qui essaimèrent par la suite en d'autres organisations similaires dans bien d'autres pays. 

## Gouvernance
Son premier président fut le vicomte Robert Cecil. Norman Angell en fut membre et l'historien Arnold Toynbee en fut longtemps directeur des études.

## Règles de travail
Dans les publications, selon la règle de Chatham House, les intervenants des conférences ou groupes de travail ne sont pas cités, pas même les noms des conférenciers.

## Prix Chatham House
- 2005 :  Ukraine : le président Viktor Iouchtchenko
- 2006 :  Mozambique : le président Joaquim Chissano
- 2007 :  Qatar : l'épouse de l'émir de Qatar Moza bint Nasser al-Missned
- 2008 :  Ghana : le président John Kufuor
- 2009 :  Brésil : le président Luiz Inácio Lula da Silva
- 2010 :  Turquie : le président Abdullah Gül
- 2011 :  Birmanie : la cheffe de l'opposition Aung San Suu Kyi
- 2012 :  Tunisie : le président Moncef Marzouki et Rached Ghannouchi
- 2013 :  États-Unis : la secrétaire d'État Hillary Clinton
- 2014 :  États-Unis : Melinda Gates, la cofondatrice de la fondation Bill-et-Melinda-Gates
- 2015 :  Suisse : l'organisation non gouvernementale internationale Médecins sans frontières
- 2016 :  Iran,  États-Unis : le ministre des Affaires étrangères iranien Mohammad Djavad Zarif et le secrétaire d'État américain John Kerry
- 2017 :  Colombie : le président Juan Manuel Santos
- 2018 :  États-Unis : Comité pour la protection des journalistes
- 2019 :  Colombie : David Attenborough et Julian Hector
- 2020 :  Malawi : Cour constitutionnelle du Malawi (Healey Potani, Ivy Kamanga, Redson Kapindu, Dingiswayo Madise et Michael Tembo)
- 2023 :  Ukraine : Volodymyr Zelensky
- 2024 :  Pologne : Donald Tusk